# Митьково (Холм-Жирковский район)
Митьково — деревня в Холм-Жирковском районе Смоленской области России. Входит в состав Пигулинского сельского поселения. Население — 6 жителей (2007 год). 
Расположена в северной части области в 15 км к юго-востоку от Холм-Жирковского, в 29 км севернее автодороги М1 «Беларусь», на берегу реки Вязьма. В 26 км западнее деревни расположена железнодорожная станция Игоревская на линии Дурово — Владимирский Тупик.

## История
В годы Великой Отечественной войны деревня была оккупирована гитлеровскими войсками в октябре 1941 года, освобождена в марте 1943 года.